# Вюргер купенський
Вюргер купенський (Chlorophoneus kupeensis) — вид горобцеподібних птахів родини гладіаторових (Malaconotidae). Мешкає в Камеруні та Нігерії.

## Опис
Довжина птаха становить 17,5—21,5 см. У самця голова, шия, груди і живіт сірі, гузка жовта. Горло біле, на грудях чорний «комірець», обличчя чорне. Самиця схожа на самця, однак в центрі білого вола має каштанову пляму, яка може ставати жовтуватою під час сезону розмноження. Райдужка фіолетова, лапи сірі, дзьоб чорний.

## Поширення і екологія
Купенський вюргер початково був відомий лише з гори Купе, що в Південно-Західному регіоні Камеруну. Звідти ж походить і голотип, спійманий Вільямом Серле 2 листопада 1951 року (дослідник вказав координати 4°45′ пн. ш. 9°40′ сх. д. / 4.750° пн. ш. 9.667° сх. д.). Птах вважався ендеміком лісового масиву площею 21 км². Однак пізніше купенські вюргери спостерігалися і в інших місцях: двічі на горі Бакосі і один раз у заповіднику Баньянг-Гбо. У 2004 році купенській віргер був помічений в лісовому масиві Боші, а у 2010 — в заповіднику дикої природи гори Афі на крайньому північному сході Нігерії.
Купенські вюргери живуть в незайманих тропічних лісах, на висоті від 850 до 1485 м над рівнем моря. Харчуються комахами, яких ловлять на висоті 4—5 м над землею.

## Збереження
МСОП вважає цей вид таким, що перебуває під загрозою зникнення. Популяцію купенських вюргерів оцінюють в 70—400 птахів. їм загрожує знищення природного середовища.